# 大嵙崁戰役
大嵙崁戰役，也稱作大嵙崁抗清事件或大嵙崁社事件，是台灣清領時期1886年–1892年之間，劉銘傳對原住民泰雅族大嵙崁群發動的一連串戰爭，戰場涵蓋新北市三峽區至桃園市復興區一帶。

## 經過
起因於劉銘傳的「開山撫番」政策，目的在於控制大嵙崁地區的番社與掠取樟腦資源。1886年2月，劉銘傳派兵入侵大嵙崁，遭到竹頭角等社的抵抗。3月，清軍入侵塔卡散社。9月，清軍入侵比亞外社。1887年8 月，清軍入侵大埧七社（日治以後改稱大豹社）。1888年5月，清軍入侵雪霧鬧社。1889年9月，清軍入侵後山群的領域，戰爭持續至1890年1月。1891年9月至1892年4月，泰雅族人為了抵抗清軍推進隘勇線，諸社聯合抗戰。上述各戰役清軍皆在優勢火力上獲勝，並迫使泰雅族人歸順投降，但是，最終仍無法遏止族人出草。

## 關連項目
- 臺灣原住民族抗清列表